# Біївське
Біївське — колишній населений пункт у Валківському районі Харківської області, підпорядковувався Мельниківській сільській раді.
1987-го в селі проживало 10 людей. 1997 року приєднане до села Велика Губщина.
Біївське знаходилося на правому березі річки Грушева, прилягало до села Мельникове.